# Fábrica da Baleia do Castelo

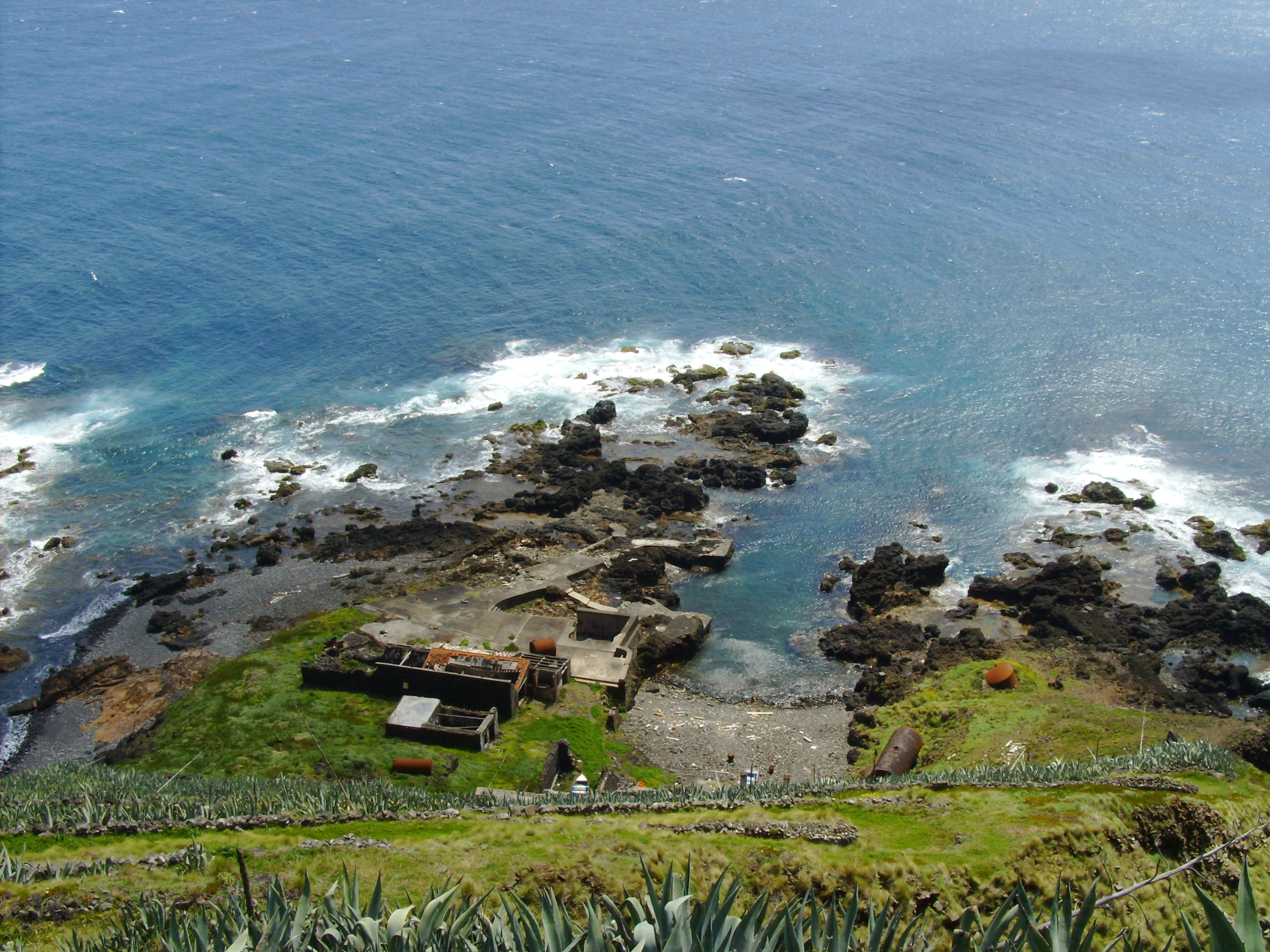
Fábrica da Baleia: vista panorâmica do "porto velho", do "escachadoiro" e das instalações.

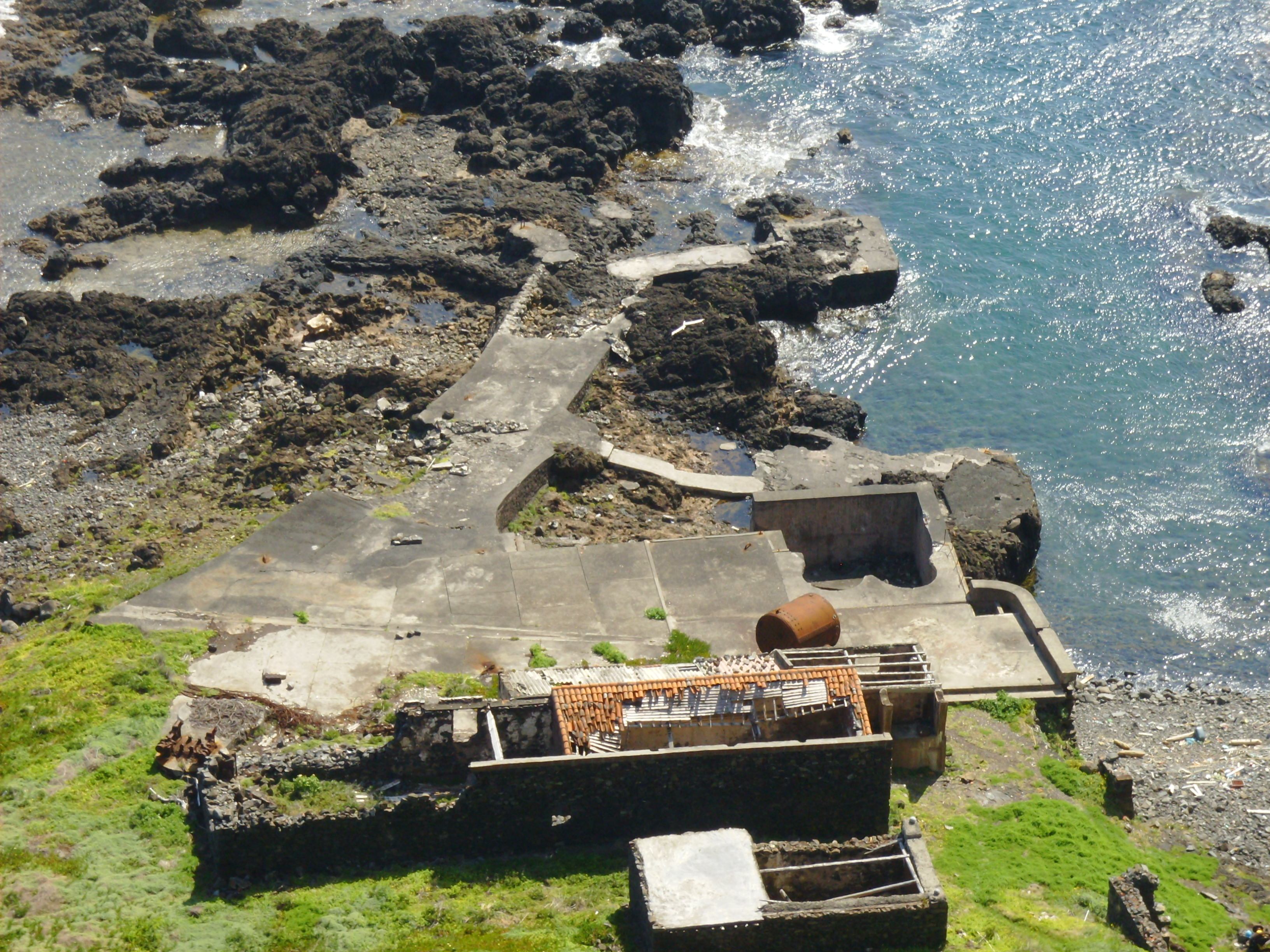
Fábrica da Baleia.

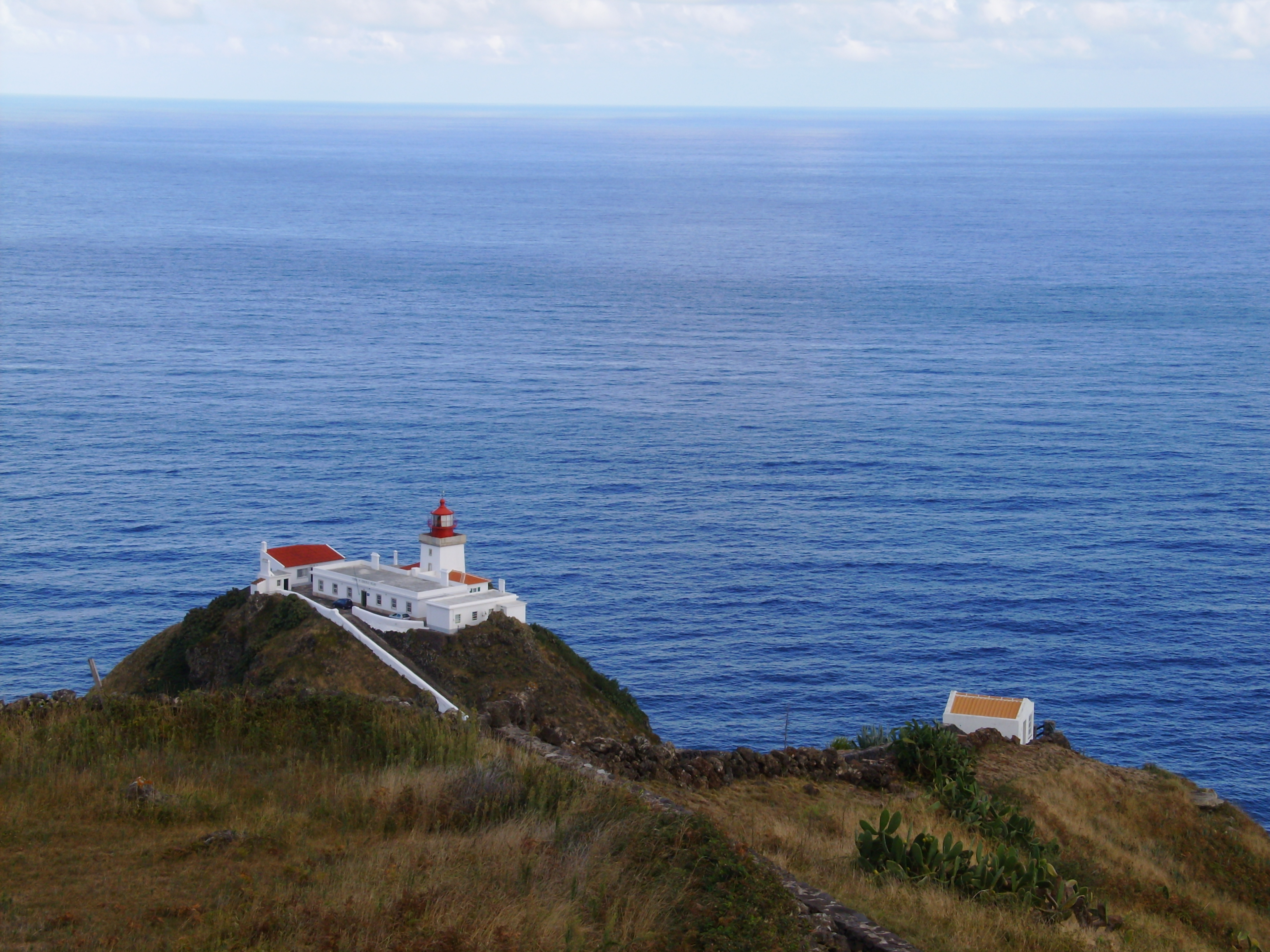
Farol de Gonçalo Velho (panorâmica): à direita a Vigia da Baleia.

A Fábrica da Baleia do Castelo localiza-se na zona do porto, à direita da ponta do Castelo, na freguesia do Santo Espírito, concelho da Vila do Porto, na ilha de Santa Maria, nos Açores.
Trata-se das ruínas de um típico complexo baleeiro açoriano - a antiga Estação de Traióis de Santa Maria, acedida por um íngreme caminho pedonal, cheio de curvas fechadas, conhecido como "as voltas do Castelo".

## História

### A baleação em Santa Maria
Na ilha de Santa Maria, há registos da baleação na década de 1890, que podem ser agrupados em três grandes fases:
- de 1896 a 1906 - por iniciativa do industrial micaelense Amâncio Júlio Cabral[2] e de alguns baleeiros de outras ilhas, operando com apenas dois botes, com considerável presença de baleeiros oriundos de Cabo Verde e caracterizada por métodos rudimentares;
- de 1937 a 1949 - por iniciativa de Roberto Lopes de Mendonça, constituindo-se a "Companhia Balieira Mariense"; e
- de 1957 a 1966 - período de modernização e declínio.

De maneira global, nesses períodos, a produção de Santa Maria saldou-se pela captura de cerca de 900 cachalotes, com a produção de mais de 2 milhões de litros de óleo, o que equivale a cerca de 9% dos animais capturados e de 8% do óleo produzido no arquipélago.
A baleação em Santa Maria iniciou-se como uma derivação da atividade em São Miguel, ligada à operação da Companhia Baleeira das Capelas/São Vicente, cujo gerente, Amâncio Júlio Cabral, no princípio do Verão de 1896, mandou, para operação em Santa Maria, duas canoas.
A "Companhia Balieira Mariense", constituída por escritura de 17 de Dezembro de 1936, foi uma sociedade anónima de responsabilidade limitada, com um capital social de 32 mil escudos, dividido em 64 ações nominativas, de 500 escudos cada. Tinha por objectivo "a caça da baleia e a exploração de seus produtos" (PUIM, 2001:37), tendo começado a operar com apenas dois botes a remos, chegando a oito (cinco canoas e três barcos a motor) no final da década de 1950 (op. cit., p. 48) e quatorze homens. A primeira baleia foi abatida a 27 de Junho de 1937 (op. cit., p. 44). A operação, que inicialmente contava com apenas a vigia do Castelo, no início da década de 1950, quando os antigos sinais de fumo foram substituídos pela radiotelefonia, contava com mais três postos: a vigia do Monte Gordo, nos Anjos, a vigia do Pico do Facho, em Vila do Porto, e a vigia do Pico dos Manais, em Malbusca (op. cit., p. 51). Ainda durante a década de 1950 foram instalados dois autoclaves e uma caldeira para modernizar a extração do óleo (1956), a canalização de água e a iluminação eléctrica, a pavimentação de uma nova rampa de varagem e, já no início da década seguinte, a instalação de um guincho a vapor para puxar e suspender as carcaças, este último retirado do "Velma", um barco sueco que encalhou na ponta do Marvão em 1961 (op. cit., p. 53). Neste período, a indústria chegou a ocupar mais de cinquenta homens (op. cit., p. 57).
Com a mudança na conjuntura do mercado internacional, onde despontavam novos produtos alternativos, com a superprodução decorrente da modernização da indústria baleeira, e com os primeiros conceitos de protecção da espécie, registou-se uma crise à qual a empresa mariense não ficou imune, agravada pela escassez de mão-de-obra devido à emigração maciça para os Estados Unidos da América a partir de 1957 e pelo despontar da pesca do atum. Desse modo, o Verão de 1966 foi a última temporada de "baleação" no porto do Castelo (op. cit., p. 55-56).
Embora dificultada pelas vertentes abruptas da orla marítima e pelos baixios que cercam a ilha, Santa Maria foi a ilha onde, estatísticamente, se registrou a maior média de capturas, por bote, nos Açores.

### Os nossos dias
Em 2001 foi restaurada a antiga Vigia do Castelo, atualmente reclassificada como "Miradouro da Vigia da Baleia", bem como retornaram a Santa Maria dois antigos botes baleeiros, estes por iniciativa de Everett John Delaura (botes "Santa Maria (Novo)" e "Nossa Senhora do Bom Despacho"), sem que no entanto tivessem tido prosseguimento os devidos trabalhos de recuperação e preservação dos mesmos. Do mesmo modo, jamais tiveram curso a recuperação e conservação das instalações da antiga "Casa dos Botes" e "Casa dos Caldeiros", e nem a constituição de de um pequeno núcleo museológico baleeiro afeto ao Museu de Santa Maria.
Em abril de 2012 um dos botes, o "Santa Maria (Novo)" (registo VP-25B), está a ser transportado para a ilha do Pico, onde António dos Santos Fonseca o construiu em 1952 por encomenda da Companhia Baleeira Mariense, para intervenção de restauro.

## Características
O actual complexo articula várias edificações - barracão, casa de botes e tanques de água -, e espaços, incluindo um cais com plataforma de trabalho e uma rampa de varagem (varadouro). Por aqui as carcaças dos cetáceos, amarradas a um cabo de aço, eram puxados para terra, primitivamente com um engenho de ferro à força de braços, e, posteriormente, com o auxílio de um guincho a vapor, para serem retalhados e processados.
O cais e a plataforma são revestidos a cimento. As demais edificações apresentam planta rectangular, erguidas em alvenaria de pedra.